# Pseudepipona erythrospila
Pseudepipona erythrospila är en stekelart som först beskrevs av Cameron.  Pseudepipona erythrospila ingår i släktet Pseudepipona och familjen Eumenidae. Inga underarter finns listade i Catalogue of Life.